# 숲과 늪
"숲과 늪"은 1975년에 개봉한 대한민국의 영화이다.

## 캐스팅
- 최민희
- 송재호
- 박근형
- 하재영
- 조영숙
- 이지현
- 한상미
- 문경자
- 전숙
- 조학자
- 이승렬
- 김신명
- 나갑성
- 박예숙
- 조대근
- 석인수
- 김수천
- 천동석
- 최남현 (특별출연)
- 김남일 (특별출연)